# James Caulfeild, III vizconde de Charlemont
James Caulfeild, III vizconde de Charlemont (29 de julio de 1682 - 21 de abril de 1734) fue un político y par anglo-irlandés.

## Primeros años
Caulfeild fue el hijo mayor, de cinco hijos y siete hijas, nacido de Anne Margetson y William Caulfeild, II vizconde de Charlemont. Entre sus hermanos se encontraba Thomas Caulfeild, el Teniente-Gobernador de Nueva Escocia.
Sus abuelos paternos fueron William Caulfeild, I vizconde de Charlemont y la Honorable Sarah Moore (hija del II vizconde Moore). Su madre fue la única hija de Anne Bennett Margetson y James Margetson, Arzobispo de Armagh.
Estudió en el Trinity College Dublin, donde se graduó con un bachillerato en artes en 1702 y con una maestría en artes en 1704.

## Carrera
Fue Miembro del Parlamento por Charlemont en la Cámara de los Comunes de Irlanda de 1703 a 1705, antes de representar el escaño nuevamente de 1713 a 1726. El 21 de julio de 1726 heredó el vizcondado de su padre y asumió su asiento en la Cámara de los Lores de Irlanda.

## Vida personal
Caulfeild se casó con Elizabeth Bernard, hija de Alice Ludlow Bernard (hija de Stephen Ludlow, Secretario del Tribunal de Cancillería) y Francis Bernard, MP y juez del Tribunal de los Common Pleas (Irlanda). Juntos fueron padres de tres hijos sobrevivientes, incluidos:
- James Caulfeild, I conde de Charlemont (1728–1799), quien se casó con Mary Hickman, hija de Thomas Hickman de Brickhill, en 1768.[5]
- Hon. Francis Caulfeild (c. 1730–1775), MP por Condado de Armagh y Charlemont,[4] quien se casó con la Honorable Mary Eyre, única hija de John Eyre, I barón Eyre, en 1760.[2]
- Hon. Alicia Caulfeild (d. 1797), quien se casó con John Browne, I barón Kilmaine, en 1764.[2]

Lord Charlemont murió el 21 de abril de 1734 y fue enterrado en la Catedral de San Patricio, Armagh (Iglesia de Irlanda). Fue sucedido en sus títulos por su hijo mayor, James, quien fue nombrado Conde de Charlemont en 1763. El vizcondado de Charlemont fue sostenido por los condes de Charlemont hasta 1892, cuando a la muerte del III conde de Charlemont, el vizcondado pasó a un descendiente del hermano menor del 3º Vizconde, Charles Caulfeild, Rector de Donaghenry. Después de su muerte, su viuda Thomas Adderley, murió en el parto en 1743 a la edad de 40 años.

## Descendientes
A través de su segundo hijo Francis, fue abuelo de Eleanor Caulfeild, quien se casó con William Howard, III conde de Wicklow, MP por St Johnstown, en 1787.